# Emil Mollenhauer
Emil Mollenhauer (4 de agosto de 1855-10 de diciembre de 1927) fue un músico, violinista y director de orquesta estadounidense.

## Biografía
Emil Mollenhauer nació en el distrito neoyorquino de Brooklyn el 4 de agosto de 1855, hijo del violinista alemán Frederick Mollenhauer. Asistió a una escuela pública en Brooklyn y pronto destacó por sus habilidades musicales llegando a debutar con la orquesta de Niblo's Garden en febrero de 1864, antes de cumplir nueve años. Desde los dieciséis años tocó en diversas orquestas, como la del Teatro Booth, de la cual su tío era director, la de Theodore Thomas en Central Park y la de Leopold Damrosch, precursora de la Orquesta Sinfónica de Nueva York, donde también tocaba el piano. En 1884 se mudó a Boston, donde actuó en la Ópera Bijou y tocó el primer violín en la Orquesta Sinfónica de Boston hasta 1888. Se dedicó a la dirección y dirigió la Orquesta Germania durante varios años y luego dirigió varias giras anuales como director de la Orquesta del Festival de Boston, dirigiendo conciertos con solistas tan notables como Emma Calvé, Nellie Melba y Eugène Ysaÿe. Mollenhauer fue director del Apollo Club de Boston, un aclamado coro masculino, desde noviembre de 1901 hasta abril de 1927. En 1899 fue nombrado director de la Sociedad Handel y Haydn de Boston y ocupó ese cargo hasta su muerte.
Mollenhauer se casó con Mary Laverty, una cantante profesional. Murió en su casa de Boston, el 10 de diciembre de 1927. Estaba previsto que dirigiera un concierto al día siguiente de su muerte.